# Graeme Fish
Graeme Fish (Moose Jaw, 23 agosto 1997) è un pattinatore di velocità su ghiaccio canadese.

## Palmarès

### Mondiali distanza singola
- 3 medaglie:
  - 1 oro (10000 m a Salt Lake City 2020)
  - 2 bronzi (5000 m a Salt Lake City 2020; 10000 m a Calgary 2024)

### Coppa del Mondo
- Miglior piazzamento nella Coppa del Mondo lunghe distanze: 3º nel 2020
- 1 podio (individuale):
  - 1 terzo posto